# Влака
Влака или Вишенската река (на гръцки: Λάκκος или Βυσσινιά) е река, протичаща в Костурско, Западна Македония, Гърция. Реката се влива от север в Костурското езеро.

## Описание
Надморската височина на басейна на реката започва от 650 m и достига до 2000 m. Средният дебит е 403 l/s в секунда, а максималният достига 2000 l/s при валежи.
Реката извира във Вич югоизточно под връх Манковец (1867 m). Тече на запад и приема водите на изворите от местността Пет извора. В местността Лапсини сменя посоката си на югозападна и минава източно покрай село Вишени (Висиния), чието име носи. След това минава и източно под село Шестеово (Сидирохори), завива на юг, приема десния си приток Гумница (Лонгорема), и се влива в Костурското езеро източно от Стар чифлик (Палио Цифлики).